# Ecseny
Ecseny (németül: Etsching) község Somogy vármegyében, a Kaposvári járásban.

## Fekvése
A település Somogy vármegye északkeleti részén, a 67-es főút Kaposvár–Balatonszemes közti szakaszától 8 kilométerre fekszik, Kaposvártól 31 kilométerre északra, Balatonszemestől 39 kilométerre délre.
Zsáktelepülés, közúton csak a 67-es régi nyomvonala (a 6714-es út) mernyeszentmiklósi leágazásától, Felsőmocsolád irányából közelíthető meg, a 65 109-es, majd a 65 128-as számú mellékúton.
Domborzatilag erősen tagolt észak–déli irányú völgyben terül el. A kis lélekszám ellenére nagy kiterjedéssel bír, 13 kilométeres úthálózattal rendelkezik, amelynek mintegy 50%-a földút.

## Története
Ecseny neve először III. Béla 1193-as okiratában szerepel. A török dúlástól elnéptelenedett falu betelepítése evangélikus svábokkal Mária Terézia idején kezdődött meg. 1784 körül a tolnai és baranyai sváb településekből költöztek át evangélikus családok.
A 18. század közepéig a Perneszi család birtoka. 1848-ban 109 úrbéres háztartása volt, ekkor Somogy nagyobb települései közé tartozott. 1910-ben 1005 lakosából 843 volt német (83,9%), magyar 149 (14,8%), egyéb nemzetiségű 13 személy (1,3%) volt. 1930-ban 1022 német anyanyelvű, 38 magyar lakosa volt; 1935-ben 1075. A második világháború után a németek 30%-át kitelepítették, helyükre a csehszlovák–magyar lakosságcsere keretében felvidéki családok költöztek. 1950-ben a községnek 1150 lakosa volt, amely folyamatosan csökkent, jelenleg kevesebb mint 300 ember él a településen.

## Közélete

### Polgármesterei
- 1990–1994: Schneiker János (független)[4]
- 1994–1998: Schneiker János (független)[5]
- 1998–2002: Máj Péter (független)[6]
- 2002–2006: Máj Péter (független)[7]
- 2006–2010: Kőkuti István (független)[8]
- 2010–2014: Kőkuti István (független)[9]
- 2014–2019: Kőkuti István (független)[10]
- 2019–2024: Kőkuti István (független)[11]
- 2024– : Kőkuti István (független)[1]

## Népesség
A település népességének változása:
| Lakosok száma | 239  | 227  | 219  | 195  | 212  | 201  | 201  |
|               | 2013 | 2014 | 2015 | 2021 | 2022 | 2023 | 2024 |

A 2011-es népszámlálás során a lakosok 88,1%-a magyarnak, 0,5% horvátnak, 0,5% szlováknak, 14,9% németnek mondta magát (9,4% nem nyilatkozott; a kettős identitások miatt a végösszeg nagyobb lehet 100%-nál). A vallási megoszlás a következő volt: római katolikus 25,2%, református 5,9%, evangélikus 46%, felekezet nélküli 3,5% (18,3% nem nyilatkozott).
2022-ben a lakosság 66,9%-a vallotta magát magyarnak, 9,9% németnek, 0,5% szerbnek, 3,3% egyéb, nem hazai nemzetiségűnek (27,8% nem nyilatkozott; a kettős identitások miatt a végösszeg nagyobb lehet 100%-nál). Vallásuk szerint 25,5% volt evangélikus, 9,9% római katolikus, 0,9% református, 1,4% egyéb keresztény, 1,4% egyéb katolikus, 9,9% felekezeten kívüli (50,9% nem válaszolt).

## Nevezetességei
1842–1843-ban épült evangélikus temploma. Tűzvészek miatt többször is újjá kellett építeni, legutóbb 1994-ben újították fel.
1937-ben épült fel az evangélikus kultúrház, emeletén tanítói lakással. Ma ez az épület a polgármesteri hivatalnak otthont adó községháza.

## Itt született
- Roder Adolf (1833. december 11 –  1899. október 4) községi iskolai igazgató, pedagógus, lapszerkesztő, hittudományi író, Radó Antal édesapja.